# Pierre Moscovici

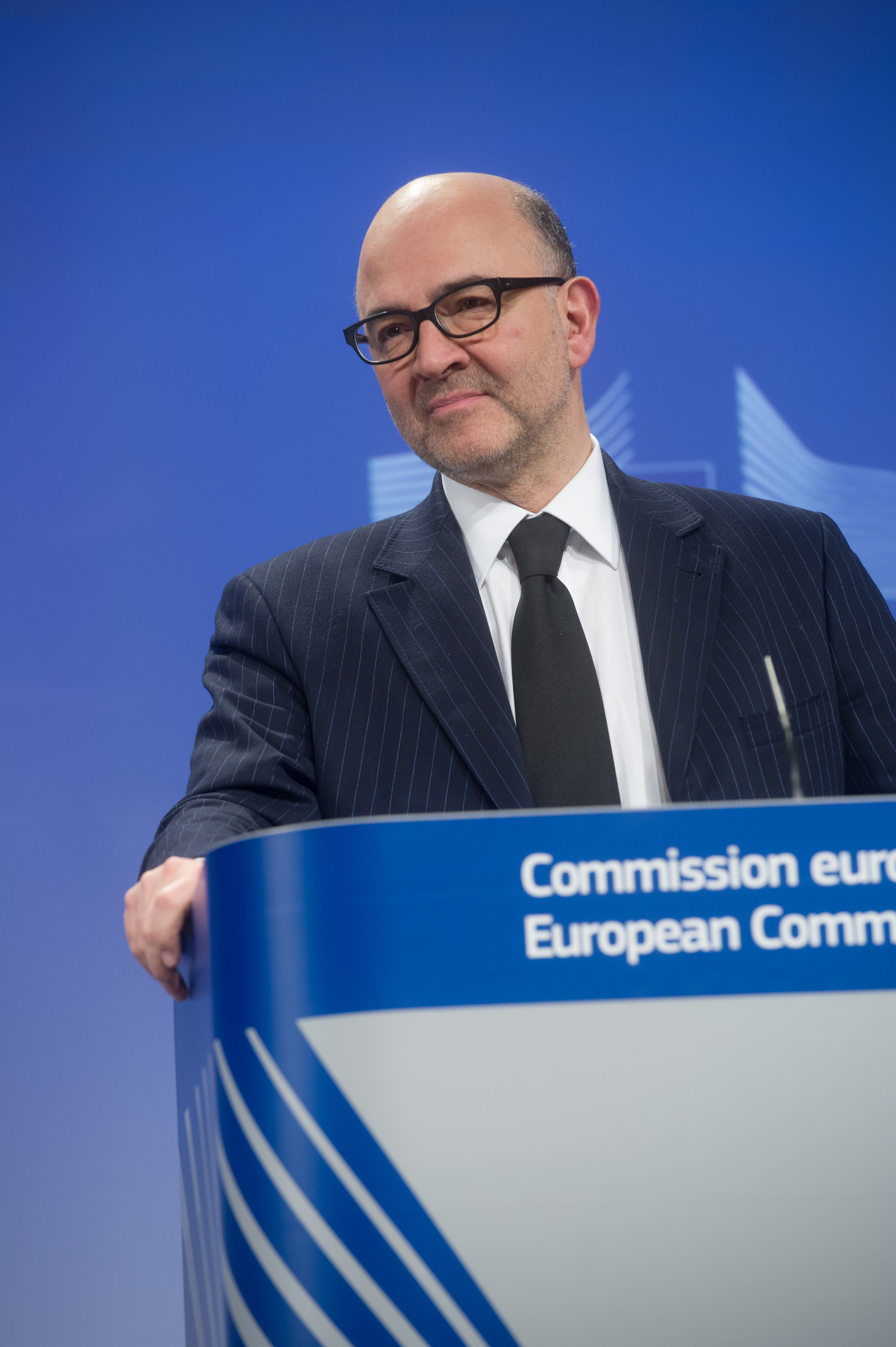
Pierre Moscovici (2015)

Pierre Moscovici (* 16. September 1957 in Paris) ist ein französischer Politiker des Parti Socialiste (PS). Moscovici war von 1994 bis 1997 und erneut von 2004 bis 2007 Abgeordneter im Europaparlament. Von Juni 1997 bis Mai 2002 bekleidete er das Amt eines Ministers für Europaangelegenheiten in der Regierung Lionel Jospin. 1997 bis 2014 vertrat er in der französischen Nationalversammlung als Abgeordneter den 4. Wahlbezirk des Départements Doubs. Nach Antritt der Regierung Jean-Marc Ayrault am 16. Mai 2012 wurde Moscovici zunächst zum Finanzminister ernannt. Nach der Kabinettsneubildung nach den Parlamentswahlen 2012 war er bis 2014 Finanzminister; die Zuständigkeit für Außenhandel ging auf ein eigenständiges Ministerium unter Nicole Bricq über.
In der Kommission Juncker war er von 2014 bis 2019 zuständig für Wirtschaft und Währung sowie für Steuern und Zollunion.

## Biographie

### Jugend und Ausbildung
Pierre Moscovici entstammt einer einflussreichen, an linksgerichteter Politik orientierten Intellektuellenfamilie. Sein Vater ist der rumänisch-jüdische Sozialpsychologe, Anthropologe und politische Ökologe Serge Moscovici (1925–2014), der 1947 nach Frankreich emigrierte, seine Mutter die polnisch-jüdische Psychoanalytikerin Marie Moscovici (1932–2015), deren Familie kurz vor ihrer Geburt aus Polen nach Frankreich emigriert war und dort die Besatzungszeit durch Nazideutschland unter falschem Namen überlebte.
Marie Bromberg-Moscovici war eine der Unterzeichnerinnen des Manifestes der 121 vom 6. September 1960, in dem 121 Intellektuelle, Universitätsangehörige und Künstler Stellung gegen den Algerienkrieg bezogen. Das Paar lernte sich in Paris kennen, als Marie Bromberg am Centre national de la recherche scientifique (CNRS) arbeitete. Aus der Ehe gingen zwei Söhne hervor. Pierre Moscovici ist das ältere dieser beiden Kinder. Moscovici ist bekennender Zionist.
Pierre Moscovici besuchte das Lycée Condorcet in Paris. Er studierte an zwei Eliteuniversitäten, zunächst am Institut d’études politiques de Paris (Sciences Po) Wirtschaftswissenschaften und Politikwissenschaft. 1978 schloss er sein Studium ab mit je einem Diplôme d’études approfondies (DEA; mittlerweile ersetzt durch den Masterabschluss) in Wirtschaftswissenschaften (Universität Paris X) und in Politikwissenschaft (Universität Paris I). Im Anschluss studierte er von 1982 bis 1984 an der École nationale d’administration (ENA) in Paris, u. a. bei Dominique Strauss-Kahn, und machte 1984 seinen Abschluss.

### Politische Karriere
1984 wurde er Mitglied des Parti socialiste. Ab 1994 war Moscovici Europaabgeordneter. Das Mandat legte er 1997 nieder, nachdem er zum Abgeordneten für die Nationalversammlung für das Département Doubs gewählt worden war. Kurz darauf wurde er zum beigeordneten Minister für Europaangelegenheiten in der Regierung von Lionel Jospin berufen, sein Mandat ruhte daher.
2002 schied Moscovici nach dem Rücktritt der Regierung Jospin aus seinem Ministeramt aus. Kurz darauf scheiterte er bei der Wahl zur Nationalversammlung. 2007 kandidierte er erfolgreich zum Parlament und wurde 2012 wiedergewählt, sein Mandat ruht seit seinem Eintritt in die Regierung.
Als Vertreter der sozialdemokratischen Strömung innerhalb des Parti socialiste unterstützte Moscovici lange Dominique Strauss-Kahn. Nach dessen Rückzug aus der französischen Politik erwog er eine eigene Bewerbung um die sozialistische Präsidentschaftskandidatur 2012, unterstützte dann aber François Hollande, dessen innerparteilichen Wahlkampf er leitete. Er hat sich insbesondere auf internationale und Wirtschaftsthemen spezialisiert. Moscovici wurde zum Wirtschaftsminister des neuen Regierung unter Jean-Marc Ayrault ernannt. Diese Zeit war durch ständige Konflikte über die Wirtschaftspolitik mit dem Industrieminister Arnaud Montebourg geprägt. In der Folge verlor Moscovici sein Amt. Sein Ministerium wurde verkleinert und wesentliche Bereiche dem Industrieministerium von Montebourg zugeschlagen. Im Juni 2015 brachte Wikileaks ans Tageslicht, dass er jahrelang vom US-Geheimdienst NSA ausspioniert wurde.

#### EU-Kommissar
Ab 1. November 2014 war Moscovici in der Kommission Juncker zuständig für die Bereiche Wirtschaft, Währung, Steuern und Zollunion. Seine Amtszeit als EU-Kommissar endete mit dem Amtsantritt der Kommission von der Leyen I am 1. Dezember 2019.
Im Juni 2015 sagte er, im Bezug auf den Schuldenstreit zwischen Griechenland und der Eurogruppe, dass Griechenland es nicht mehr schaffen werde, eine fällige Rückzahlung in Höhe von 1,6 Mrd. € an den Internationalen Währungsfonds zu leisten. Nachdem die griechische Regierung dies noch dementierte, musste sie wenige Tage später bestätigen, dass sie das notwendige Geld nicht mehr aufbringen werde.

### Politische Positionen
Am 5. Mai 2013 kommentierte er die vage Ankündigung der EU-Kommission, Frankreich mehr Zeit  zur Haushaltssanierung zu geben, mit den Worten: Dies bedeute das Ende des „Austeritäts-Dogma“ in der EU; dies sei „entscheidend, […] eine Wende in der Geschichte des europäischen Projekts seit der Einführung des Euro“; man erlebe „das Ende einer bestimmten Form der finanzpolitischen Orthodoxie und das Ende des Dogmas der Austerität“. Dies sagte er zwei Tage vor seinem Treffen mit dem deutschen Bundesfinanzminister Wolfgang Schäuble und wenige Tage nach dem Antrittsbesuch des neuen italienischen Premierministers Enrico Letta in Berlin, Paris und Brüssel.
In einem Bericht der EU-Kommission wurden im März 2018 die sieben Mitgliedsländer Belgien, Irland, Luxemburg, Malta, Niederlande, Republik Zypern und Ungarn wegen ihrer Unternehmensbesteuerung von Moscovici zurechtgewiesen. Diese Praktiken untergraben die Gerechtigkeit und gleiche Wettbewerbsbedingungen auf dem EU-Binnenmarkt, erklärte er als Wirtschaftskommissar.
Moscovici mahnte Mitte 2024 nach der Parlamentswahl erneut, eine Reduzierung der staatlichen Neuverschuldung sei für jede neue Regierung unerlässlich. Ansonsten drohe die Politik den finanziellen Spielraum zu verlieren.

## Publikationen
- L’heure des choix, pour une économie politique (gemeinsam mit François Hollande), Odile Jacob, 1991.
- À la recherche de la gauche perdue, Calmann-Levy, 1994.
- Quelle économie pour quel emploi? (Autorenkollektiv), L’Atelier, 1995.
- L’urgence, plaidoyer pour une autre politique, Plon, 1997.
- Au cœur de l’Europe, le Pré aux Clercs, 1999.
- L’Europe, une puissance dans la mondialisation, Seuil, 2001.
- Un an après, Grasset, 2003.
- Les 10 questions qui fâchent les Européens, Perrin, 2004.
- L’Europe est morte, vive l’Europe, Perrin, 2006
- La France dans un monde dangereux: de l’exception à l’influence, Plon, 2006
- Le liquidateur, Hachette 2008
- Mission impossible ? Comment la gauche peut battre Sarkozy en 2012, Paris, Le Cherche midi, 2009
- Défaite interdite, Flammarion, 2011.